# Brigitte Gerland
Brigitte Gerland (* 4. Mai 1918 in Dresden; † 27. April 1962 in Berlin) war eine deutsche Journalistin, die aus eigenem Erleben über Zwangsarbeit im sowjetischen Arbeitslager Workuta berichtete.

## Leben, Erfahrungsberichte und Rezeption
Brigitte Gerland arbeitete in den Jahren 1936 bis 1938 als Reporterin in Berlin, dann ging sie zum Studium nach Paris, wo sie auch heiratete. Nach Ende des Zweiten Weltkrieges kehrte sie nach Berlin zurück. Dort arbeitete sie für das Sowjetische Nachrichtenbüro – also die Nachrichtenagentur der Sowjetischen Militäradministration in Deutschland – und trat in die Kommunistische Partei Deutschlands ein. Wenig später überwarf sie sich mit Partei und Nachrichtenbüro. Sie schrieb fortan für Zeitungen West-Berlins, unter anderem für Der Sozialdemokrat, damals die Parteizeitung für Groß-Berlin, und schloss sich zudem der Sozialdemokratischen Partei Deutschlands an.
Im Oktober 1946 wurde sie während einer Recherchereise auf dem Gebiet der Sowjetischen Besatzungszone verhaftet. Ihr wurde in Dresden der Prozess gemacht. Ohne öffentliche Verhandlung lautete das Urteil, das die Form eines Schreibens aus Moskau hatte, auf zehn Jahre Zwangsarbeit in der Sowjetunion. Als Grund gaben die sowjetischen Behörden eine angebliche Agententätigkeit für den britischen Geheimdienst an.
Die Haftzeit verbrachte sie im Arbeitslager Workuta (WorkutLag), einer Haftstätte des Gulag in und außerhalb der Stadt Workuta am Nordende des Ural-Gebirges. Sie war dort im Frauenlager interniert und im Sommer 1953 Zeugin des Aufstands von Workuta. Ihre vorfristige Entlassung und ihre Abschiebung aus der Sowjetunion erfolgten nach diesem Aufstand beziehungsweise den Unruhen dieses Jahres (Tod Stalins und Berias, Aufstand vom 17. Juni 1953 in der DDR).
Am 28. Dezember 1953 erreichte sie am Grenzübergang Herleshausen das Gebiet der Bundesrepublik Deutschland. Noch am selben Tag berichtete sie gegenüber der Presse vom Workuta-Aufstand. Sie nannte auch Namen weiterer Journalisten, die in Workuta inhaftiert waren, beispielsweise von Ursula Wöllert (Der Tag) und Dieter Friede (Der Abend). In den nachfolgenden Monaten druckte eine Vielzahl von meinungsbildenden Zeitungen ihre Schilderungen über die Verhältnisse in Workuta, beispielsweise The Observer, The Boston Globe oder die Neue Zürcher Zeitung. Lokalzeitungen veröffentlichten ihre Berichte ebenfalls, so etwa der Des Moines Register, The Commercial Appeal aus Memphis (Tennessee) oder The Journal Herald aus Dayton (Ohio). Auch in La Vérité, einem trotzkistischen Medium Frankreichs, erschien einer ihrer Berichte. Insbesondere ihre Ausführungen über den Aufstand – sie gehörten zu den frühesten Nachrichten über diese Rebellion überhaupt – regten zu Diskussionen unter Intellektuellen wie Melvin Lasky oder Richard Löwenthal an. Auch Konrad Adenauer nahm einen ihrer Artikel zur Kenntnis.
Ihre Eindrücke und Erlebnisse fasste sie im Buch Die Hölle ist ganz anders zusammen, das 1954 erschien und aus dem das Nachrichtenmagazin Der Spiegel vorab Auszüge veröffentlichte. Es beschreibt vielfältige politische Debatten unter den Häftlingen, die Perzeptionen von Nationen (insbesondere die gegenseitige von Russen und Ukrainern) sowie das Verhalten spezieller Gruppen wie der Diebe im Gesetz, des Wachpersonals oder religiöser Sekten. Die Darstellungen betreffen ferner die Arbeit im Lager, das Klima und die Witterung, die Kameradschaft und Rivalitäten unter den Gefangenen und schließlich den Streik, der in den Aufstand mündete.
Bereits am 9. April 1954 hatte der West-Berliner Radiosender RIAS eine umfassende Hörfunk-Reportage von Brigitte Gerland über ihre Hafterfahrungen gebracht (Bericht aus Workuta). Im Dezember 2022 strahlte sie Deutschlandfunk Kultur in leicht gekürzter Form erneut aus.
Die wissenschaftliche Fachliteratur zum Gulag spiegelt Gerlands Berichte kaum. Dennoch wird insbesondere ihr Buch Die Hölle ist ganz anders in Darstellungen zum Streik in Workuta herangezogen. Auch in Literaturlisten zum Gulag taucht dieses Werk auf.

## Buchveröffentlichung
- Die Hölle ist ganz anders. Steingrüben Verlag, Stuttgart 1954.